# Christine Rossi
Christine Rossi (1º maggio 1963) è un'ex sciatrice freestyle francese.

## Palmarès
| Anno | Manifestazione            | Sede    | Evento   | Risultato | Prestazione | Note  |
| ---- | ------------------------- | ------- | -------- | --------- | ----------- | ----- |
| 1986 | Mondiali                  | Tignes  | Balletto | Argento   | -           |       |
| 1988 | Giochi olimpici invernali | Calgary | Balletto | Oro       | 268.83      | [ 1 ] |

## Coppe e meeting internazionali
1979-80
- Argento nella Coppa del Mondo di freestyle/balletto con 26 pt.

1980-81
- Argento nella Coppa del Mondo di freestyle/balletto con 42 pt.

1981-82
- Argento nella Coppa del Mondo di freestyle/balletto con 44 pt.

1982-83
- Argento nella Coppa del Mondo di freestyle/balletto con 56 pt.

1983-84
- Argento nella Coppa del Mondo di freestyle/balletto con 68 pt.

1984-85
- Oro nella Coppa del Mondo di freestyle/balletto con 82 pt.

1985-86
- Argento nella Coppa del Mondo di freestyle/balletto con 54 pt.

1986-87
- Oro nella Coppa del Mondo di freestyle/balletto con 70 pt.

1987-88
- Oro nella Coppa del Mondo di freestyle/balletto con 82 pt.